# Mike Laure

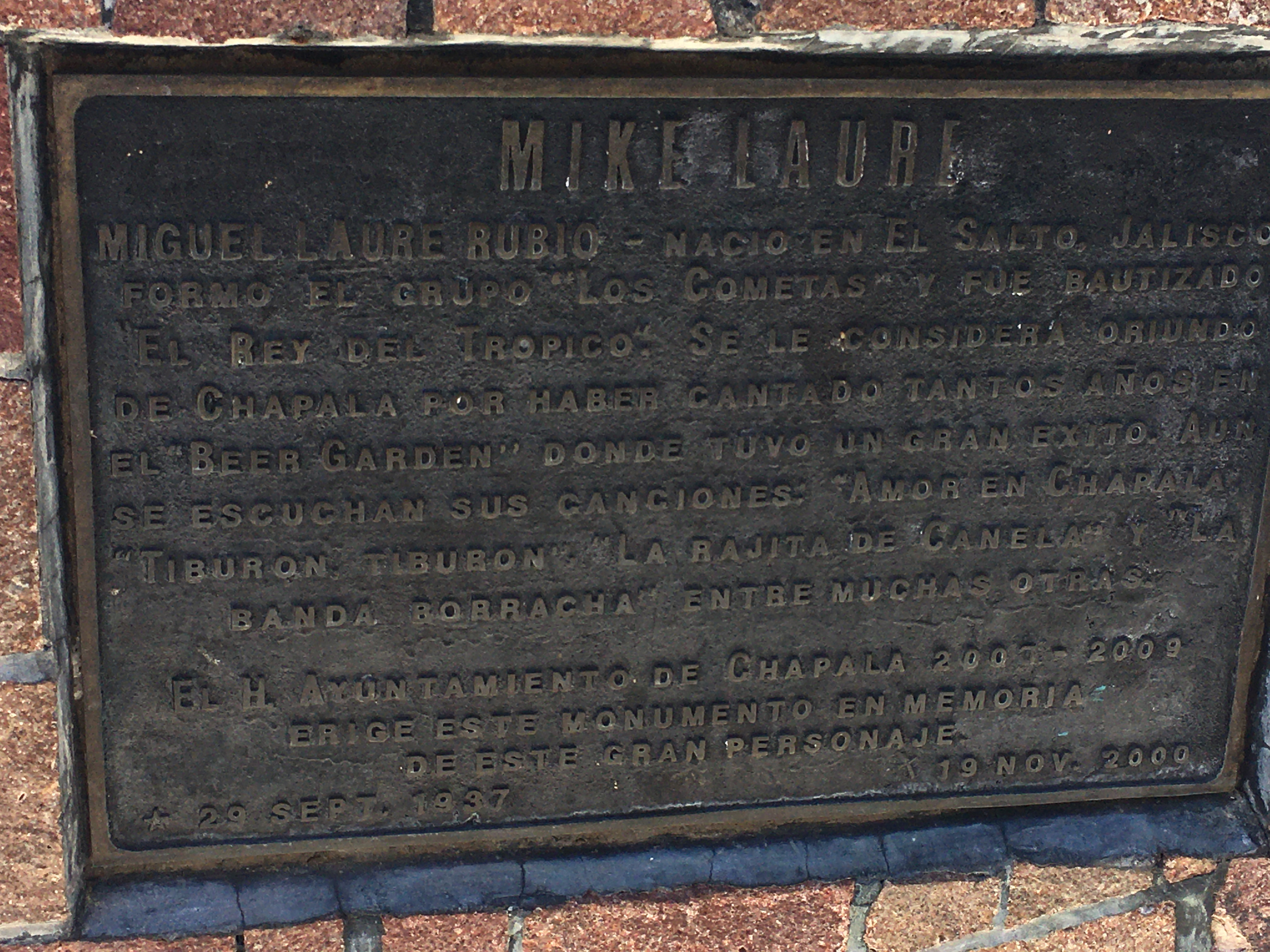
Placa al pie de la estatua de Mike Laure, en Chapala, Jalisco.

Mike Laure, en imagen publicitaria sin fecha.

Miguel Laure Rubio (El Salto, Jalisco, México, 29 de septiembre de 1937-Ciudad de México, 19 de noviembre de 2000), conocido popularmente por su nombre artístico Mike Laure o El Rey del Trópico, fue un músico, cantante y actor mexicano.

## Inicios
Miguel Laure Rubio inició como músico de rock & roll a finales de los años cincuenta. En 1957 formó su grupo Mike Laure y sus cometas, como tributo a Bill Haley & His Comets, con quienes comenzó con canciones como «El Estudiante», haciendo sus primeras presentaciones en Chapala, Jalisco. A principios de 1960 decidió experimentar con un nuevo ritmo tropical, la cumbia, y a principios de esa década ya era conocido en el medio por fusionar ritmos tropicales con el rock and roll. Su primer éxito fue la canción «Tiburón a la vista». Su canción «La banda borracha» encabezó durante algunas semanas las listas de popularidad musical de México hacia 1966, donde también aparecerían sus piezas «Mazatlán» y «Cero 39».
Su popularidad le valió el mote de "El Rey del Trópico".

## Fusión de la cumbia mexicana en las grabaciones
Mike Laure combinó varios de los instrumentos propios de las orquestas afrocaribeñas y las colombianas, para lograr, dentro de sus temas tropicales (cumbia, son, bolero tropical), una mezcla innovadora. Así, alrededor de 1962 y 1963 usa el acordeón y clarinete de la cumbia colombiana, el saxofón muy común en diversos folclores del continente (e inspirado en los instrumentos de las Big Band) así como el güiro puertorriqueño y la conga de la rumba, guaracha y son, aunándola a lo rocanrolero, la guitarra eléctrica como acompañamiento y requinto, y la batería acústica. Este último instrumento fue parte del sello definitivo de la cumbia mexicana, pues era la primera vez que se interpretaba cumbia creando la base del ritmo con los bombos, toms y platillos de la batería, signo definitivo característico de los grupos tropicales de los años 70 y más tarde de los años 90 en la tecnocumbia.[cita requerida]
El resultado fue una fusión de gran popularidad en la música tropical, aunque no fue él el introductor de la cumbia en México, ya que habían llegado al país algunas grabaciones desde Colombia de Cumbia años antes. Luis Carlos Meyer, músico colombiano, había llevado a México y grabado a lado de Tony Camargo y la Orquesta de Rafael de Paz ritmos colombianos como el porro y la cumbia netamente colombiana. Así pues, Mike Laure fue el primer músico en grabar una fusión de cumbia en México con músicos mexicanos, con la peculiaridad de que también implícitamente se haría uno de los padres de la cumbia mexicana, al lado de la inmortal Carmen Rivero, con quien creó la cumbia mexicana por adaptación y así llamada por los mismos músicos colombianos que poco a poco se enteraban del fenómeno en México y otros roqueros mexicanos que le llamaron "chunchaca" precisamente por el golpeteo de tambor de batería en cada compás del grupo Los Cometas de Mike Laure. Además, su dotación instrumental y tendencias fueron definitorias para los estilos futuros de grupos de décadas posteriores como Xavier Passos, Rigo Tovar, Los Sepultureros con Dulce Rosario, Acapulco Tropical, Internacional Carro Show y muchos otros por distintas variantes profundas que tenía en su música. Las vertientes de cumbia con acordeón, saxofón, clarinete y guitarra eléctrica serían remezcladas o separadas por grupos distintos en el futuro, aunque cabe destacar que la mayoría de sus éxitos fueron cóvers colombianos pero pronto haría grabaciones inéditas.[cita requerida]

## Aportación a la música popular
Destacan canciones como «La rajita de canela»,[cita requerida] «Mazatlán», «La cosecha de mujeres», «Cero 39», «Los borrachos son ustedes», «La Secretaria», «El solterito», «Amor en Chapala» y «La colegiala».
Hizo temas en los que ridiculizaba el alcoholismo (tales como «La banda borracha», «Los borrachos son ustedes» y «Los borrachitos»), la homosexualidad («Las locas» y «Mariposas locas»), la infidelidad («Despapaye») o el hartazgo amoroso («Cada vez que pienso en ti»).[cita requerida]
Hizo aparición en varias películas mexicanas. Durante la década de 1960 en su banda militó su pariente Chelo, quien también fue vocalista en su grupo y más tarde ella se lanzó como solista.[cita requerida]
La mayor parte de sus éxitos fueron grabados para la compañía fonográfica mexicana Discos Musart.[cita requerida]

## Últimos años y fallecimiento
La popularidad decaería con el paso de los años, aunque en la década de 1990 haría algunas presentaciones en vivo. Su influencia se puede notar en varios artistas del ritmo tropical tales como Grupo Latino (1969), Bronco (1990), Rigo Tovar (1970), Fito Olivares (1980), Yahari (1990), Grupo Pegasso del "Pollo" Estevan (1980), Renacimiento 74, Pegasso y Grupo Tropical Panamá (1988). Mike Laure falleció el 29 de febrero de 2000 en la Ciudad de México, a los 64 años de edad, víctima de un derrame cerebral.

## Familia
En el 2019 su hijo Miguel Laure Ruiz decide retomar la agrupación de manera oficial y la constituye con el nombre de los hijos de Mike Laure, acompañado de su prima Paloma Flores, hija de Chelo, prima de Mike Laure, quien fue la segunda voz de esta agrupación.[cita requerida]
A finales del 2020 participaron con gran éxito en el Auditorio Telmex de la ciudad de Guadalajara, Jalisco, en el marco de un festival radiofónico, donde presentaron parte de su nuevo material "La cosecha de mujeres", a dueto con la Sonora Dinamita de Lucho Argain, comandados por "la China", su cantante original, con la producción y arreglos del maestro Mike Morfín.[cita requerida]
De igual manera anunciaron duetos con agrupaciones como Mi Banda El Mexicano, de Casimiro Zamudio, entre otras.[cita requerida]